# Жидачів
Жида́чів (Удеч) — місто у Львівській області, центр Жидачівської об'єднаної територіальної громади Стрийського району, одне із найдавніших міст Прикарпаття.

## Географія
Розташоване на межі горбистої Подільської височини та плоскої улоговини Передкарпаття, за 3 км від впадіння в Дністер його найбільшої притоки річки Стрий.

## Історія
Найдавніші поселення на території міста простежуються вже понад 20 тисяч років, про що свідчать археологічні знахідки.[джерело?]

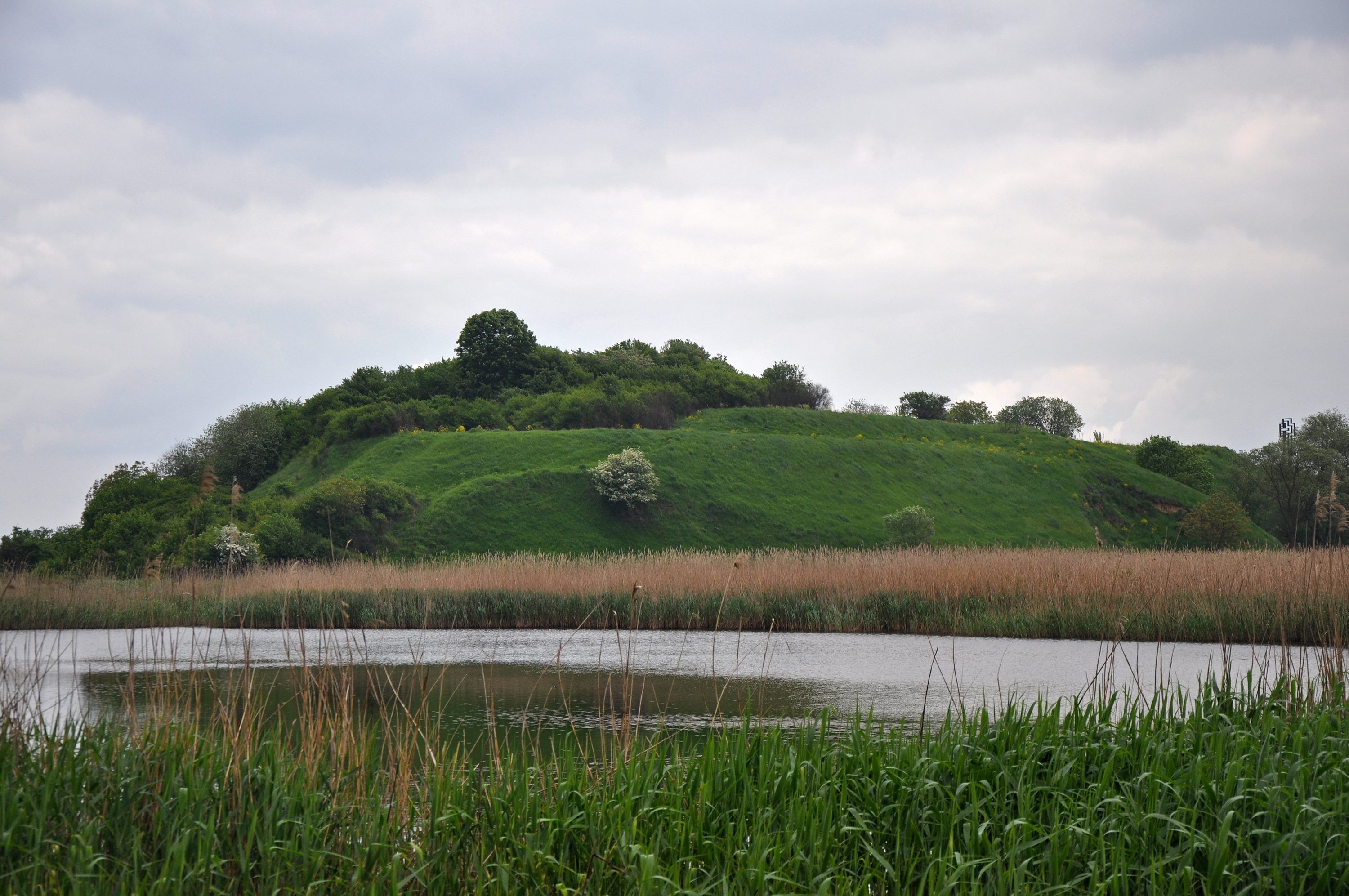
Давньоруське городище літописного міста Зудичева

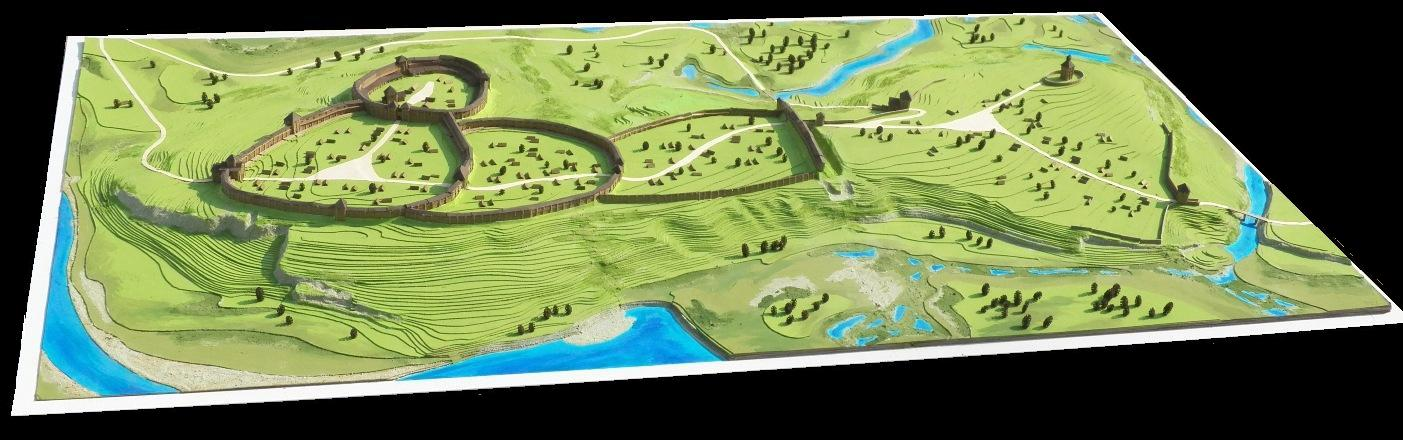
Реконструкція вигляду городища княжої доби Жидачева в урочищі Базиївка межі ХІІІ-XIV ст. Автор Качор І. В.

Перша письмова згадка про місто датується 1164 роком (згадується як Удеч або Зудечів). Надалі в документах зафіксовано близько 25 назв міста.
Уже у ХІІ столітті місто сформувалося як потужний торговельний центр і відігравало значну роль в економічних зв'язках Галицько-Волинської Русі з Київською Руссю та західними і причорноморськими країнами. Через Жидачів проходив важливий торговий шлях із Сходу на Захід. Крім того, завдяки судноплавним в той час річкам Дністер та Стрий, Жидачів був зв'язаний з столицею Галицько-Волинської Русі — містом Галичем, з придунайськими містами та морським портом Київської Русі — Олешшям. Жидачівські купці вели жваву торгівлю також з містами Польщі, Німеччини, Угорщини та інших країн.
Близько XIV століття в Удечі поселились євреї.
Наприкінці XIV століття на тривалий час підпало під владу Польщі. У цей час тут виникає римо-католицький храм, якому у 1387 році король Владислав II Ягайло дарував село Рогізно. 1393 року місто отримало магдебурзьке право, що відповідало інтересам іноземних ремісників та торгівців, котрі в цей час активно заселяли галицькі міста. В часи останньої фази боротьби за галицько-волинську спадщину, яку тоді вели Польща та Литва, з 1405 по 1431 (або 1421-1430), Жидачів став столицею брата лідера православної партії князя Свидригайла — Федора Любартовича, котрий прибув сюди із Сіверщини. У 1415 році за кошти Федора була оздоблена місцева церква. Відповідно до історичних джерел, крім Федора, містом від його імені управляв галицький боярин Ленко, автор грамоти 1424 року, написаної староукраїнською мовою. В 1435 році Жидачівський повіт передано князеві Земовиту Мазовецькому, який віддав його у володіння жидачівському судді Сеньку Прочоличу з Рудного, очевидно, теж місцевому галицькому феодалові. Місто було центром староства гродового, Жидачівського повіту Львівської землі, Руського воєводства, одним із найбільших міст Галичини, центром торгівлі сіллю. Крім того, мешканці займались землеробством і ремісництвом. Ці заняття відображені на гербі міста 1653 року — біла соляна куля, леміш від плуга, серцеподібний щит.
В 1602 р. споруджується мурований латинський храм. Його головний вівтар, присвячений Успінню Діви Марії, було збудовано 12 жовтня 1612 року. З того часу зберігся вишуканий різьблений вхідний портал святині, заснований жидачівським старостою Золчинським.
Жидачів увійшов в історію як місце де під час Визвольної війни під проводом Богдана Хмельницького тут і в навколишніх селах почали формуватись ударні групи й загони повсталих, які знищували шляхетські маєтки. Так, на початку 1648 року жидачівські міщани на чолі з попом Ільком та його зятем Федором напали на замок, пограбували шляхетське майно і наробили чимало шкоди. Принагідно були знищені і всі судові книги шляхетських гродських і земських судів. (Наявні у Львівському архіві судові книги розпочинаються з 1649 року). Восени 1648 року запалали й інші панські маєтки у Жидачеві. Один з маєтків захопили 136 повстанців, серед яких було 88 селян, 40 міщан, а решта (8) — отамани й попи. Сформована в Жидачеві одна з ударних груп повстанців знищила багато шляхетських маєтків далеко за межами міста.
В 1676 році, Ян III Собеський, готуючись до війни з турецькими загонами під проводом бейлербея Дамаску Ібраґіма-паші «Шайтана», стояв біля міста табором. Бої тривали майже місяць, вирішальною стала битва від 17 жовтня 1676 року. Король Речі Посполитої підписав з турками мирну угоду, відібрав 12 000 полонених, яких гнали в ясир, було відслужено урочистий молебень (месу) з приводу перемоги в костелі Жидачева.
16 вересня 1768 року у Жидачеві було страчено чотирьох гайдамаків — Василя Крупського з Лисянки, Івана Бученка з Черкас, Івана Засилова з Краснопілля (Уманщина) і Якима Шелеста з Жаботина (Смілянщина).
XIX століття відоме як період епідемій холери, пожеж, від яких часто потерпало населення міста. У 1848 р. була розібрана давня церква св. Теодора, що знаходилась у середмісті. Проте, вже у другій половині XIX століття будуються кам'яні будівлі приміщення повітового суду, повітової ради, два приміщення школи. В 1889 році закінчується в будівництво колії Стрий — Ходорів і з цього часу Жидачів отримав залізничне сполучення.
1 січня 1925 р. до міста приєднано село Фільварки Жидачівські.
Перед Другою світовою війною в місті нараховувалось близько 4200 мешканців, з них — понад 1900 українців, 1290 поляків, 950 євреїв. У роки Другої світової війни в місті була знищена, репресована четверта частина його мешканців. Все єврейське населення міста було знищено. У 1945 році з Жидачева було виселено всіх поляків. Період з вересня 1939 року по липень 1941 і 1944–1991 період радянської влади.
У повоєнні роки розвиток міста пов'язаний із будівництвом і діяльністю целюлозно-паперового комбінату, запущеного в дію 1951 року.
Сьогодні місто має дуже високий рівень безробіття. Починаючи з 1996 року, 21 вересня — день міста.
У 2018 році в Україні передбачено відзначення на державному рівні 625-ї річниці з часу надання магдебурзького права місту Жидачеву (1393).

## Політика

### Парламентські вибори, 2019
На позачергових парламентських виборах 2019 року у місті функціонували 6 окремих виборчих дільниць № 460357–460361, 460417.
Результати
- зареєстровано 7751 виборець, явка 49,48%, найбільше голосів віддано за «Голос» — 22,40%, за Слугу народу — 22,11%, за «Європейську Солідарність» — 18,88%.[7] В одномандатному окрузі найбільше голосів отримав Андрій Кіт (самовисування) — 27,73%, за Володимира Гаврона (Голос) — 17,81%, за Андрія Гергерта (Всеукраїнське об'єднання «Свобода») — 14,73%[8].

## Населення

### Національний склад
Розподіл населення за національністю за даними перепису 2001 року:
| Національність  | Відсоток |
| --------------- | -------- |
| українці        | 96.34%   |
| росіяни         | 2.21%    |
| поляки          | 0.90%    |
| білоруси        | 0.27%    |
| інші/не вказали | 0.28%    |

### Мова
Розподіл населення за рідною мовою за даними перепису 2001 року:
| Мова            | Кількість | Відсоток |
| --------------- | --------- | -------- |
| українська      | 11397     | 97.55%   |
| російська       | 227       | 1.94%    |
| польська        | 33        | 0.28%    |
| білоруська      | 13        | 0.11%    |
| вірменська      | 5         | 0.04%    |
| угорська        | 2         | 0.02%    |
| румунська       | 1         | 0.01%    |
| інші/не вказали | 5         | 0.05%    |
| Усього          | 11683     | 100%     |

## Транспорт
Територією міста проходить автошлях E50.

## Пам'ятки історії і культури
У наш час у місті є понад 30 пам'яток історії і культури. Серед них:
- залишки давньоруського городища, замку ХІІ — XIV ст.
- чудотворна ікона Богоматері Воплочення — Жидачівська Оранта 1406 р. (знаходиться в церкві Воскресіння).
- римо-католицький костел[d] з дзвіницею[d] (за радянських часів спочатку був автовокзал, потім — краєзнавчий музей), тепер діючий храм католиків
- на трьох пагорбах за містом раніше було родове помістя, до якого, за легендами, веде підземний хід з костелу
- старі «панські» конюшні (зараз навчальні класи, гаражі місцевого ПТУ).

Зберігся старий «польський» цвинтар.
У жовтні 1992 р. в місті було відкрито пам'ятник Т.Г. Шевченку.

## Освіта
- Жидачівський професійний ліцей
- Жидачівський заклад загальної середньої освіти І-III ст. № 1 ім. Героя України Тараса Матвіїва
- Жидачівський заклад загальної середньої освіти І-III ст. № 2
- Жидачівський заклад загальної середньої освіти І-III ст. № 3 ім.  (уродженця с. )
- Жидачівська дитяча музична школа

## Міста-партнери
- Прнявор,  Боснія і Герцеговина[12]
- Домброва-Тарновска,  Польща[12]
- Челядзь,  Польща[12]
- Вієсіте,  Латвія[12]
- Білопілля,  Україна[13]

## Відомі люди
- Юліан-Юрій Дорош — український фотограф-художник, піонер української кінематографії в Галичині, етнограф, краєзнавець, член Українського фотографічного товариства.
- Михайло Гівель — радянський футболіст.
- Ярослав Ланчак — український кінорежисер.
- Байтала Михайло Романович — директор Департаменту пожежної безпеки, відомий пожежник.
- Айхенштайн Цві Гірш[en] (Гершель) з Жидачева — хасид, засновник династії цадиків.[14]
- Володимир Балик[hr] — хорватський баяніст, концертний виконавець, композитор та продуцент.
- Тарас Матвіїв — учасник Революції Гідності, журналіст, військовий, Герой України.
- Богдан Гоза — український важкоатлет.
- Тарас Качараба — футболіст захисник Славії Прага

### Жидачівські старости
- Юрша з Ходороставу — староста стрийський, долинський, з роду Ходоровських, чоловік Анни з Тарлів, зять стрийського старости Закліки з Щекаровичів (†1465/1466)[15][16]
- Мельхіор з Паньова[17]
- Ян Янда з Паньова — стрийський староста[18]
- Міхал Паньовський
- Миколай Ліґенза — вісьліцький кастелян; отримав дозвіл на викуп від попередника в 1555 році[19]
- Миколай Спитек з Бобрку Ліґенза — сандомирський кастелян, син попереднього;[20] з 1592 року[21]
- Геронім Оссолінський — польський шляхтич, придворний короля[22]
- Адам Дзержек — посесор староства[23]
- Франциск Дідушицький, з 1662 року
- Юрій-Станіслав Дідушицький, з 1694 року
- Цетнер Ян — староста кам'янський (пол. kamionacki), генерал королівської армії, кухмістр великий коронний

## Галерея

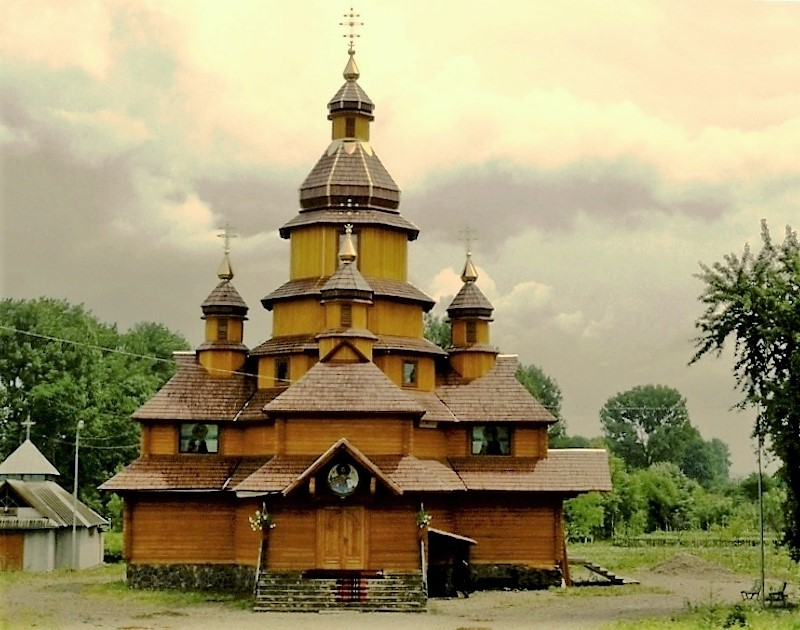
Церква Свв. Бориса і Гліба
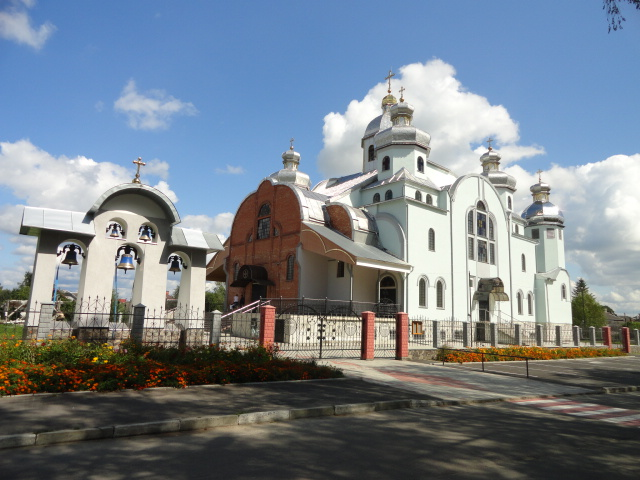
Церква Всіх Святих
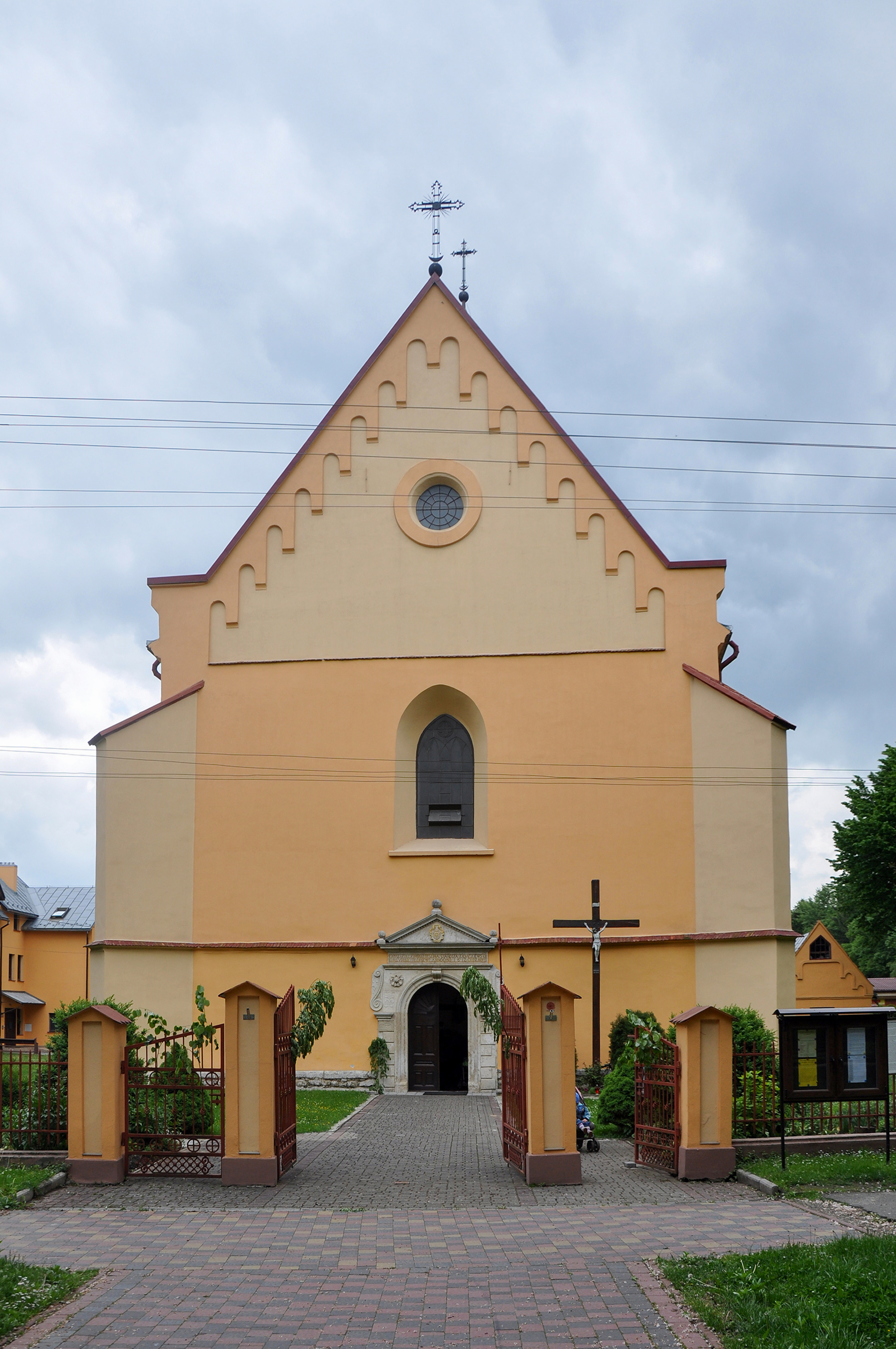
Костел Успення Пресвятої Богородиці
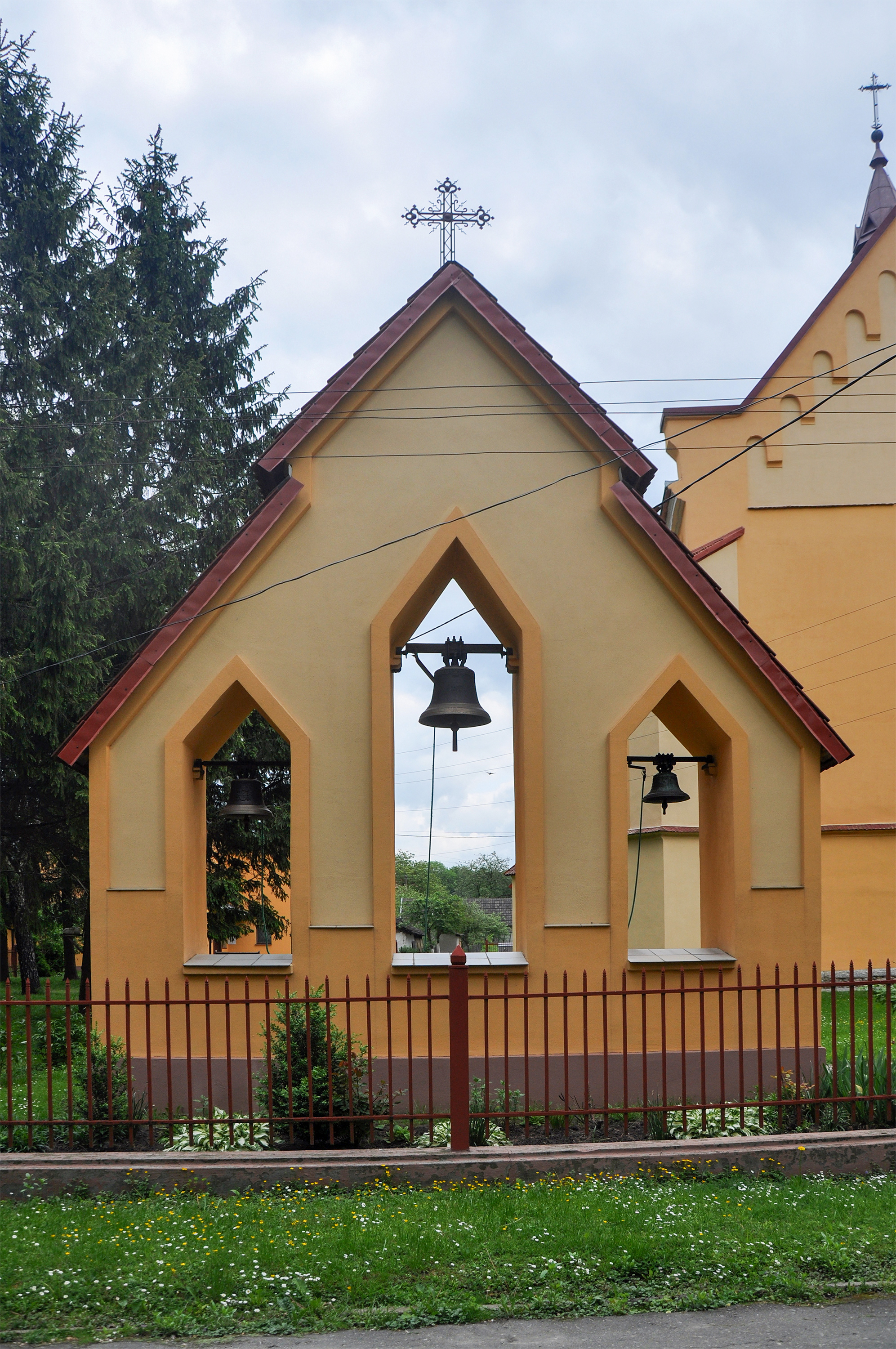
Дзвіниця костелу Успення Пресвятої Богородиці
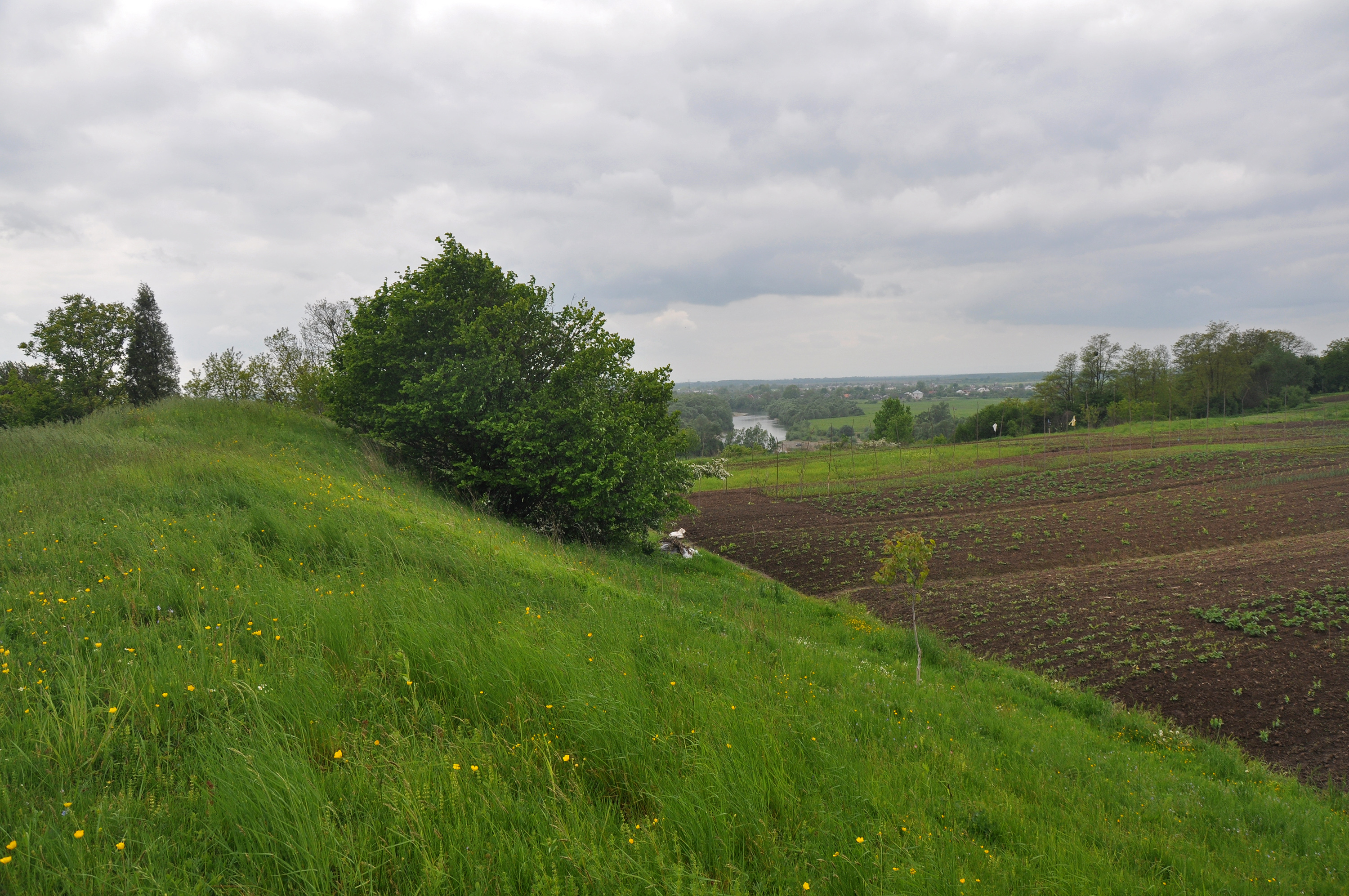
Вали городища в урочищі Базиївка
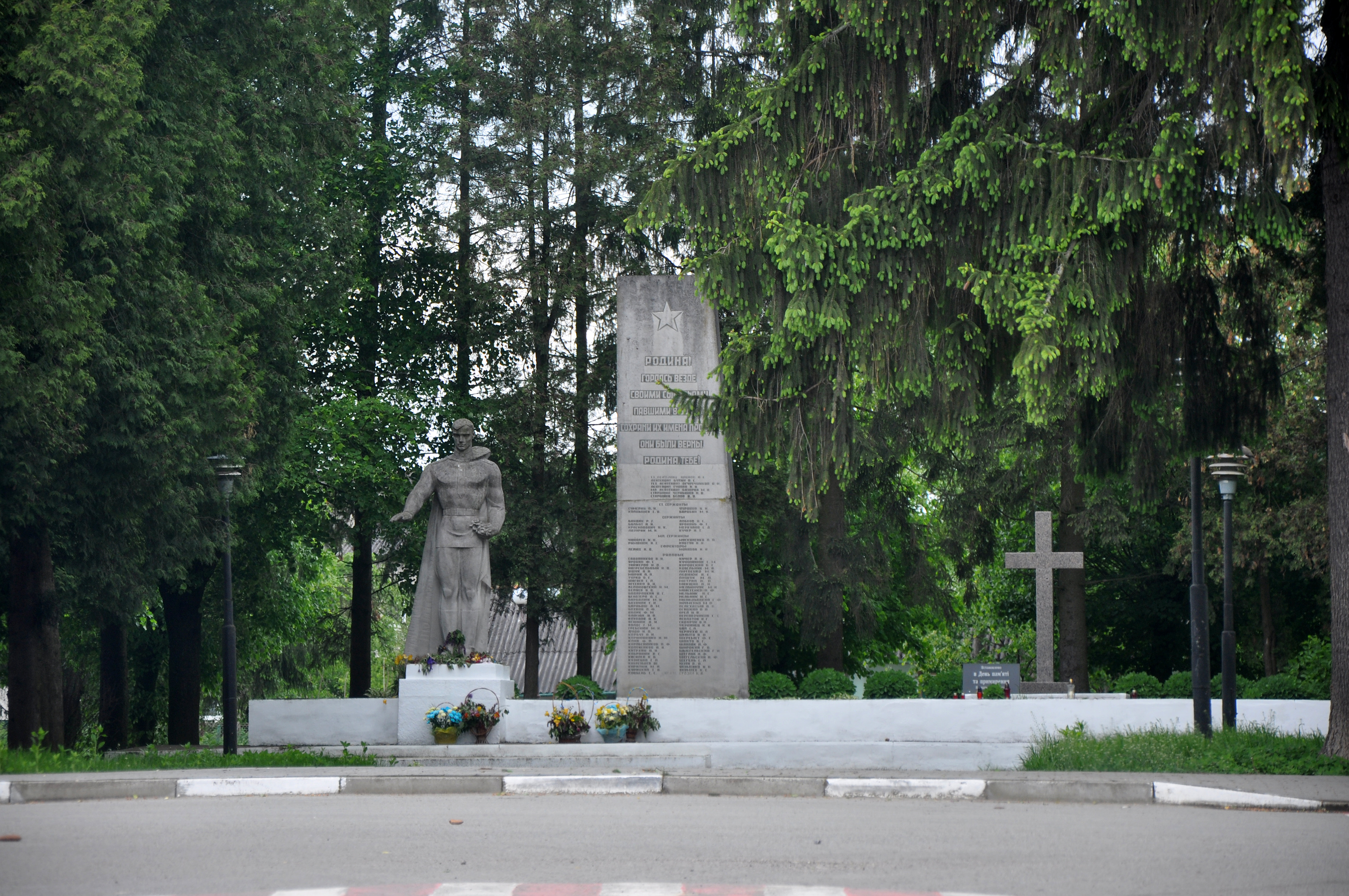
Братська могила радянських воїнів[d]